# Kövegy
Kövegy es un pueblo húngaro perteneciente al distrito de Makó, condado de Csongrád-Csanád.

## Superficie
Cuenta con una superficie de 9,71 km².

## Demografía
Hasta 2024 la población era de 314 habitantes, con una densidad de población de 32,33 hab/km².
| Gráfica de evolución demográfica de Kövegy entre 2020 y 2024 |
|                                                              |
| Datos según la Oficina Central de Estadística de Hungría.    |